# St.-Crispins-Tag-Rede
Die St.-Crispins-Tag-Rede (auch St.-Crispin-Rede, Crispins-Tag-Rede, St.-Crispians-Rede, Rede zum St.-Crispianus-Tag oder St.-Crispians-Ansprache) ist eine bekannte Rede aus dem Königsdrama Heinrich V. von William Shakespeare, mit der der Titelheld Heinrich V. von England vor der Schlacht von Azincourt am 25. Oktober 1415 seine Truppe anfeuert. Der 25. Oktober ist den Heiligen Crispinus und Crispinianus geweiht.

## Hintergrund im Stück
König Heinrich hält die Rede in der dritten Szene des vierten Aufzugs, die im Morgengrauen des St.-Crispins-Tages spielt. Die englischen Truppen sind nach langen Märschen müde und ausgezehrt. 12.000 ermattete englische Soldaten sehen sich 60.000 ausgeruhten Feinden gegenüber. Entsprechend schlecht schätzt auch Heinrich die Chancen seiner Truppen ein („In der Tat, die Franzosen können zwanzig französische Kronen gegen eine setzen, daß sie uns schlagen werden, denn sie tragen sie auf ihren eignen Schultern“, König Heinrich, Aufzug IV, Szene 1).
Um seine verzweifelten Offiziere, Vasallen und Soldaten zu ermutigen, spricht Heinrich zu ihnen. Es gelingt ihm, seine Männer zu inspirieren und ihre Moral zu steigern. Sie vollbringen das scheinbar Unmögliche und schlagen den zahlenmäßig überlegenen Gegner vernichtend. Während zehntausend Franzosen fallen, zählen die Engländer am Ende nur 29 Tote, wie in Aufzug IV, Szene 8 festgestellt wird.

## Rede
Die Edelleute und Offiziere des Königs, Gloster, Bedford, Westmoreland, Exeter und Salisbury, fürchten den drohenden Ansturm der Franzosen. Heinrich tritt hinzu. Sein Vetter, der Graf von Westmoreland, fleht: 
„O hätten wir nun hier

Nur ein Zehntausend von dem Volk in England,

Das heut ohn Arbeit ist!“
Heinrich antwortet ihm zunächst direkt und leitet dann in eine motivierende Ansprache an alle Anwesenden über.
| Englische Originalversion | Deutsche Übersetzung von August Wilhelm von Schlegel |
| --- | --- |
| What’s he that wishes so? My cousin Westmoreland? No, my fair cousin; If we are mark’d to die, we are enow To do our country loss; and if to live, The fewer men, the greater share of honour. God’s will! I pray thee, wish not one man more. By Jove, I am not covetous for gold, Nor care I who doth feed upon my cost; It yearns me not if men my garments wear; Such outward things dwell not in my desires. But if it be a sin to covet honour, I am the most offending soul alive. No, faith, my coz, wish not a man from England. God’s peace! I would not lose so great an honour As one man more methinks would share from me For the best hope I have. O, do not wish one more! Rather proclaim it, Westmoreland, through my host, That he which hath no stomach to this fight, Let him depart; his passport shall be made, And crowns for convoy put into his purse; We would not die in that man’s company That fears his fellowship to die with us. This day is call’d the feast of Crispian. He that outlives this day, and comes safe home, Will stand a tip-toe when this day is nam’d, And rouse him at the name of Crispian. He that shall live this day, and see old age, Will yearly on the vigil feast his neighbours, And say ‘To-morrow is Saint Crispian.’ Then will he strip his sleeve and show his scars, And say ‘These wounds I had on Crispian’s day.’ Old men forget; yet all shall be forgot, But he’ll remember, with advantages, What feats he did that day. Then shall our names, Familiar in his mouth as household words- Harry the King, Bedford and Exeter, Warwick and Talbot, Salisbury and Gloucester- Be in their flowing cups freshly rememb’red. This story shall the good man teach his son; And Crispin Crispian shall ne’er go by, From this day to the ending of the world, But we in it shall be remembered- We few, we happy few, we band of brothers; For he to-day that sheds his blood with me Shall be my brother; be he ne’er so vile, This day shall gentle his condition; And gentlemen in England now-a-bed Shall think themselves accurs’d they were not here, And hold their manhoods cheap whiles any speaks That fought with us upon Saint Crispin’s day. | Wer wünschte so? Mein Vetter Westmoreland? – Nein, bester Vetter: Zum Tode ausersehn, sind wir genug Zu unsers Lands Verlust; und wenn wir leben, Je klein’re Zahl, je größres Ehrenteil. Wie Gott will! Wünsche nur nicht einen mehr! Beim Zeus, ich habe keine Gier nach Gold, Noch frag’ ich, wer auf meine Kosten lebt, Mich kränkt’s nicht, wenn sie meine Kleider tragen; Mein Sinn steht nicht auf solche äußre Dinge: Doch wenn es Sünde ist, nach Ehre geizen, Bin ich das schuldigste Gemüt, das lebt. Nein, Vetter, wünsche keinen Mann von England: Bei Gott! Ich geb’ um meine beste Hoffnung Nicht so viel Ehre weg, als ein Mann mehr Mir würd’ entziehn. O wünsch’ nicht einen mehr! Ruf’ lieber aus im Heere, Westmoreland, Daß jeder, der nicht Lust zu fechten hat, Nur hinziehn mag; man stell’ ihm seinen Paß Und stecke Reisegeld in seinen Beutel: Wir wollen nicht in des Gesellschaft sterben, Der die Gemeinschaft scheut mit unserm Tod. Der heut’ge Tag heißt Crispianus’ Fest: Der, so ihn überlebt und heimgelangt, Wird auf dem Sprung stehn, nennt man diesen Tag, Und sich beim Namen Crispianus rühren. Wer heut am Leben bleibt und kommt zu Jahren, Der gibt ein Fest am heil’gen Abend jährlich Und sagt: »Auf Morgen ist Sankt Crispian!«, Streift dann die Ärmel auf, zeigt seine Narben Und sagt: »An Crispins Tag empfing ich die.« Die Alten sind vergeßlich; doch wenn alles Vergessen ist, wird er sich noch erinnern Mit manchem Zusatz, was er an dem Tag Für Stücke tat: dann werden unsre Namen, Geläufig seinem Mund wie Alltagsworte, Heinrich der König, Bedford, Exeter, Warwick und Talbot, Salisbury und Gloster, Bei ihren vollen Schalen frisch bedacht! Der wackre Mann lehrt seinem Sohn die Märe, Und nie von heute bis zum Schluß der Welt Wird Crispin Crispian vorübergehn, Daß man nicht uns dabei erwähnen sollte, Uns wen’ge, uns beglücktes Häuflein Brüder: Denn welcher heut sein Blut mit mir vergießt, Der wird mein Bruder; sei er noch so niedrig, Der heut’ge Tag wird adeln seinen Stand. Und Edelleut’ in England, jetzt im Bett’, Verfluchen einst, daß sie nicht hier gewesen, Und werden kleinlaut, wenn nur jemand spricht, Der mit uns focht am Sankt Crispinus-Tag. |